# Kwas fumarowy
Kwas fumarowy (kwas trans-butenodiowy) – organiczny związek chemiczny z grupy nienasyconych alifatycznych kwasów dikarboksylowych. Występuje w mchach i grzybach. Jest produktem ubocznym metabolizmu węglowodanów. Jego forma zjonizowana (fumaran) występuje jako produkt pośredni w cyklu kwasu cytrynowego (cyklu Krebsa).

## Historia

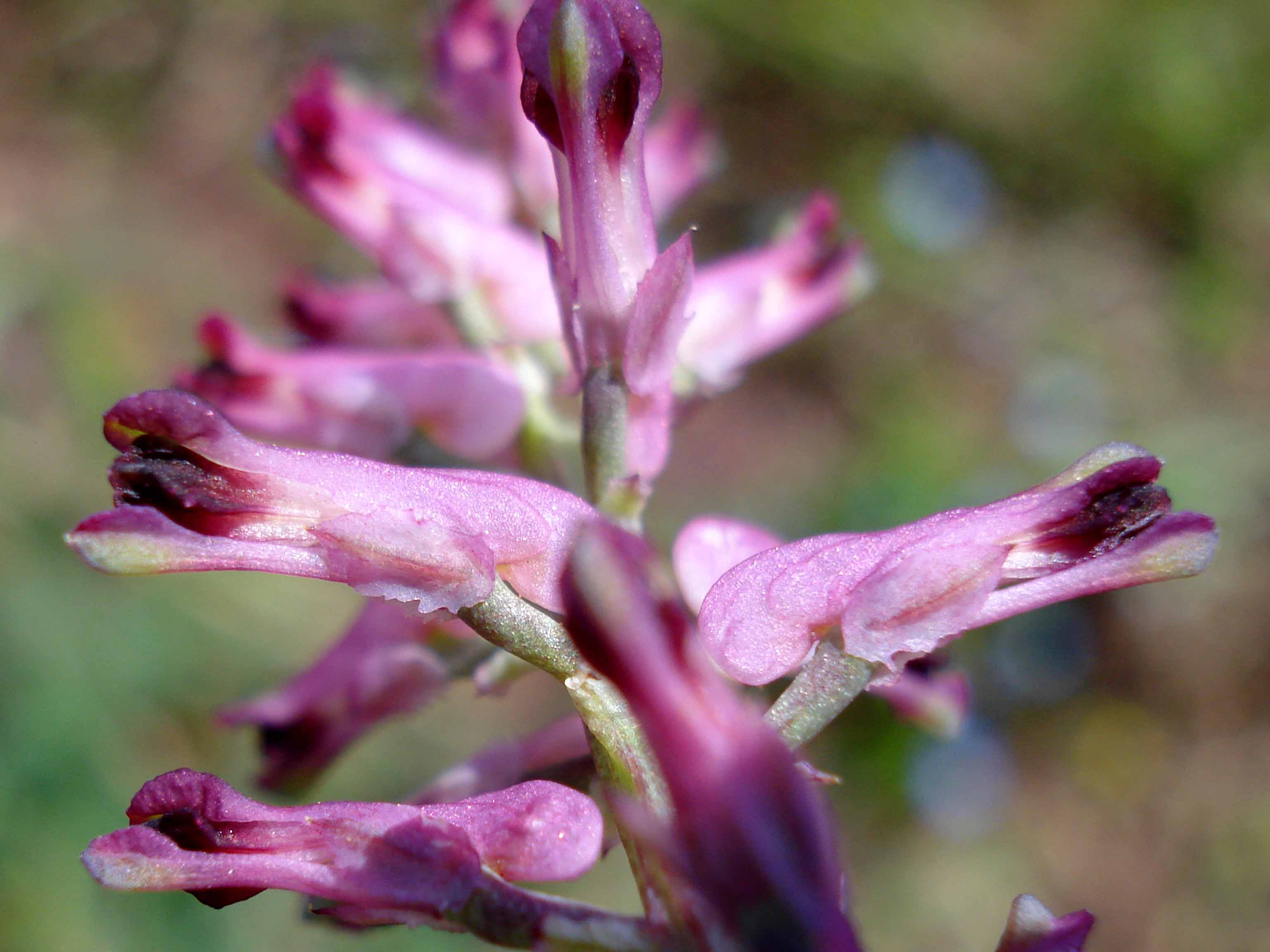
Fumaria officinalis

Otrzymany został w 1817 roku niezależnie przez dwóch naukowców – Braconneta i Vauquelina w wyniku pirolizy kwasu jabłkowego. Został też wykryty w borowiku Boletus pseudoignarius, a wyizolowany w 1833 roku przez Wincklera z dymnicy pospolitej (Fumaria officinalis, od której wziął swoją nazwę).

## Budowa
Jest czterowęglowym kwasem zawierającym w skrajnych pozycjach dwie grupy karboksylowe (−COOH) oraz zawierającym wiązanie podwójne węgiel-węgiel w konfiguracji trans. Jego izomerem geometrycznym o konfiguracji cis jest kwas maleinowy (powstający razem z kwasem fumarowym podczas pirolizy kwasu jabłkowego).

Kwas maleinowy i fumarowy

## Właściwości
Odbarwia roztwór Br
2 w CCl
4 i wodny roztwór KMnO
4.
W wyniku uwodornienia daje kwas bursztynowy:
HOOC−CH=CH−COOH + H
2 → HOOC−CH
2−CH
2−COOH

## Zastosowanie
Jest stosowany jako lek w łuszczycy.
Używany jako dodatek do pasz.
Jest stosowany w przemyśle spożywczym jako dodatek do żywności, jego numer to E297 (jako regulator kwasowości, konserwant i przeciwutleniacz).

## Otrzymywanie
Na skalę przemysłową kwas fumarowy produkowany jest metodą syntezy chemicznej z bezwodnika kwasu maleinowego, a ten z kolei produkowany jest z butanu.

## Rola w organizmach
W organizmach żywych występuje zwykle w formie zjonizowanej, jako fumaran. Najczęściej spełnia rolę organicznego akceptora elektronów, co oznacza, że bierze udział w reakcjach utleniania. Jest jednym z produktów pośrednich w cyklu Krebsa – ulega uwodnieniu (hydratacji) do jabłczanu:
−
OOC−CH=CH−COO−
 + H
2O → −
OOC−CH
2−CH(OH)−COO−
,
który z kolei przez utlenienie odtwarza szczawiooctan. Jest również produktem ubocznym w cyklu mocznikowym – odłącza się od argininobursztynianu dając argininę, która uwalnia mocznik odtwarzając ornitynę. Zgodnie z powyższym jest zatem ważnym łącznikiem pomiędzy oboma cyklami.